# Suzanne Jill Levine
Suzanne Jill Levine (Nueva York, 21 de octubre de 1946) es una poeta estadounidense, traductora, y teórica y crítica de la traducción.
En 1967, obtuvo un BA en el Vassar College, un MA en la Universidad de Columbia en 1969, y un doctorado en la Universidad de Nueva York en 1976 con la especialidad de literatura latinoamericana. Ha traducido entre otros a Jorge Luis Borges, Adolfo Bioy Casares, Guillermo Cabrera Infante y Manuel Puig. Sobre este último publicó también la biografía Manuel Puig y la Mujer Araña: Su vida y ficciones (2001), publicado por Seix Barral.
Levine es miembro honorario de IAPTI.
Entre 1969 y 1975, Jill Levine fue compañera del crítico uruguayo Emir Rodríguez Monegal.

## Premios
- PEN American Center Career Achievement, 1996.
- PEN USA West de Traducción Literaria (1989)[6]
- PEN Translation Award, PEN Cener. 2012[7]